# ブエニ地域圏
ブエニ地域圏（ブエニちいきけん）またはブエニ県（ブエニけん、フランス語: Boeny）は、マダガスカルの地域。州の解体以前はマジュンガ州に属した。
面積は、31,046km2、人口は2004年には543,200人であった。東にソフィア地域圏、南にベツィブカ地域圏、西にメラキー地域圏がそれぞれ接し、北はモザンビーク海峡に面している。
下位の区分として、6つの地域に分割される。
- アンバトブエニ（Ambato-Boeny）
- ミツィンズ（Mitsinjo）
- マジュンガI（Mahajanga I）：マジュンガ市
- マジュンガII（Mahajanga II）：マジュンガ市近郊
- マルブアイ（Marovoay）
- ソアララ（Soalala）